# Landreva ebneri
Landreva ebneri är en insektsart som beskrevs av Lucien Chopard 1969. Landreva ebneri ingår i släktet Landreva och familjen syrsor. Inga underarter finns listade i Catalogue of Life.